# 鞘内
鞘內(、<、"">、脊髓內、鞘内注射、脊髓腔內注射)指某些東西"發生在"或"引入到"鞘內部(一般而言指脑或脊髓蛛網膜(arachnoid mater)、在其下是蛛網膜下腔<subarachnoid space>)的解剖空間(Spatium)或潛在空間(potential space)之情狀。 例如："鞘內免疫球蛋白"(intrathecal immunoglobulin)，以及"鞘內注射"(intrathecal injection、通常簡稱為"鞘內"<an intrathecal>)等。"鞘內免疫球蛋白"的製造是產生在脊髓的抗體裡。 而"鞘內注射"是讓"藥物"通過给药途径注射到椎管，更具體地說是進入"蛛網膜下腔"以到達腦脊液(CSF)，且用於脊髓麻醉(Spinal anaesthesia)、化学疗法，或疼痛管理(Pain management)等應用方面。這條"鞘內注射"的"給藥途徑"也可用於引入"某些藥物"來對抗某些感染，特別是"後神經外科藥物"(post-neurosurgical)。這種"後神經外科藥物"需要以此"鞘內注射的給藥途徑"來處理以避免血腦屏障。不同於鞘內注射、口服(Oral administration (per os))亦給予"相同的藥物"且一定會傳入血流裡，不過可能無法對大腦進行傳遞。鞘內注射藥物的處方必須由專門的藥劑師或技術人員處理，藥物不能包含任何的防腐劑或其他可能有害的"非活性"(inactive)成分，不過有時在標準程序注射藥物製劑時會發現這些情況。

## 鎮痛藥鞘內注射
- 通常的方法是給予單一24小時的鎮痛劑量(以阿片類藥物進行局部麻醉药)。
- 注意會引起"遲發性呼吸抑制"(late onset respiratory depression)的症狀。
- 嚴重的瘙癢與尿瀦留可能會限制使用"鞘內嗎啡"。